# نيكولاى فاكارويو
نيكولاى فاكارويو (بالرومانية: Nicolae Văcăroiu) (و. 1943 – م) هو سياسي، وعالم اقتصاد من رومانيا ولد في بيلهورود دنيستروفسكيي.

## روابط خارجية
- نيكولاى فاكارويو على موقع مونزينجر (الألمانية)